# Lelehua myersi
Lelehua myersi is een vlokreeftensoort uit de familie van de Hyalidae. De wetenschappelijke naam van de soort is voor het eerst geldig gepubliceerd in 2009 door Serejo & Sittrop.